# هیدئو تاکاماتسو
هیدئو تاکاماتسو (انگلیسی: Hideo Takamatsu; ۲۴ اکتبر ۱۹۲۹ – ۲۶ فوریهٔ ۲۰۰۷) بازیگر اهل ژاپن بود.
از فیلم‌ها یا برنامه‌های تلویزیونی که وی در آن نقش داشته‌است می‌توان به آخرین امپراتور، شوگون اشاره کرد.